# Szemafor utca
Szemafor utca est une rue de Budapest, située dans le quartier de Százados (8e arrondissement).